# Тапия, Нельсон
Не́льсон Анто́нио Та́пия Ри́ос (исп. Nelson Antonio Tapia Ríos; род. 22 сентября 1966, Молина, Мауле) — чилийский футболист и тренер.

## Карьера
Начал карьеру в клубе второго чилийского дивизиона «Депортиво О’Хиггинс» в 1987 году. Через год помог клубу выйти в первый дивизион. В 1993 году перешёл в клуб «Темуко», а затем в «Универсидад Католика». Там голкипер выступал 6 лет, выиграв с командой Кубок и чемпионат Чили.
В 2000 году Тапия перешёл в аргентинский клуб «Велес Сарсфилд», который в его лице видел замену Хосе Луису Чилаверту, однако из-за череды тяжёлых травм сыграл за команду лишь несколько матчей. Затем Нельсон недолго играл за «Пуэрто-Монтт» и «Унион Эспаньола».
В 2003 году Тапия перешёл в клуб «Кобрелоа», с которым выиграл Апертуру чемпионата и достиг четвертьфинала Кубка Либертадорес. На следующий год он стал игроком «Сантоса», выиграв в составе команды чемпионат Бразилии. Но уже в 2005 году вернулся в «Кобрелоа». Последним клубом в карьере футболиста стал колумбийский «Атлетико Хуниор».
С 1994 по 2005 год Тапия играл за сборную Чили, проведя 73 игры. Он выступал в её составе на чемпионате мира 1998, Кубке Америки 1999 и 2001, а также на Олимпиаде 2000, где чилийцы выиграли бронзовые медали. Последний матч за национальную команду он провёл 4 сентября 2005 года, в нём чилийцы проиграли Бразилии 0:5.
Завершив карьеру футболиста, Тапия стал тренировать команды Университета дель Мари и Института Сан-Мартин де Курико. В 2009 году он занял должность спортивного директора клуба «Унион Темуко».

## Достижения
- Обладатель Кубка Чили: 1995
- Обладатель Межамериканского кубка: 1994
- Чемпион Чили: Ап. 1997, Ап. 2003, Кл. 2003
- Чемпион Бразилии: 2004